# Vokalna skupina Sonus
Vokalna skupina Sonus, prihaja iz Oplotnice. Ustanovni člani skupine so bili Marko Klančnik, Tini Lesjak, Davor Leskovar, Robert Obrul in Dejan Topolovec. Skupina je nastala 8. februarja 2006 pod okriljem KUD Oplotnica kot njihova sekcija, kasneje v letu 2013 so KUD Oplotnica zapustili in postali samostojno društvo. 
Leta 2007 so se prvič prijavili na 5. festival Sredi zvez v Žalcu, kjer so prejeli tretjo nagrado strokovne žirije, drugo nagrado občinstva in bili izbrani za najboljše debitante. Sodelovali so tudi na 6. in 7. festivalu Sredi zvezd, kjer so bili vedno nagrajeni. Skupno so prejeli v Žalcu 12 nagrad, leta 2009 celo prvo nagrado občinstva. Leta 2011 so se ponovno udeležili Žalskega festivala in odšli ponovno domov s tremi nagradami: 3. nagrada strokovne komisije, 1. nagrada občinstva in nagrada za najbolj izvirno slovensko priredbo. V začetku leta 2013 so izdali tudi svojo prvo samostojno zgoščenko, ki nosi ime Član skupine Sonus, v letu 2013 so postali še zmagovalci festivala Vokalne igre, ki poteka v Celju ter se vrnili iz festivala Sredi zvezd s 1. mestom strokovne žirije. Zasedba se je spremenila leta 2017, ko sta skupino zapustila Tini Lesjak in Dejan Topolovec, pridružila pa sta se Marko Capl ter Matija Močivnik. V začetku leta 2018 je Močivnika nasledil Aljaž Bela, septembra 2019 pa je k skupini prišel nekdanji basist ansambla Nemir, Dejan Potočnik, ki je v skupini ostal dobro leto. Danes je basist v skupini profesor Glasbene šole Slovenska Bistrica Jože Pongračič.